# Киракос Гандзакеци
Кирако́с Гандзакеци́ (арм. Կիրակոս Գանձակեցի, около 1203—1271) — армянский историк. Труд охватывает тысячелетнюю историю Армении.

## Имя и топонимические прозвища
Историк Киракос был прозван «Гандзакеци» довольно поздно. Впервые этот вариант его имени встречается в рукописи 1617 года. Все средневековые историки его называли Киракос или Киракос Вардапет. Сам он называет себя Киракос Аревелци. Из историков Нового времени первым назвал Киракоса «Гандзакеци» Микаэл Чамчян, в 1784 году в своей книге «История Армении». Впредь, начиная с издания 1858 года, использование издателями и исследователями исторического прошлого, такого сочетания имени и топонимического прозвища Киракоса («Киракос Гандзакеци») стало традиционным. Киракоса называли также Гетикци, по названию монастыря Нор Гетик.

## Биография
Киракос Гандзакеци родился в самом начале XIII века, около 1203 года, в районе Гянджи, согласно сообщению его же «Истории Армении» «в стране Гандзак». Учился в школе монастыря Нор Гетик в области Кайен у Ванакана Вардапета. После 1215 года продолжил обучение в монастыре Хоранашат, в 1225 году перебрался в Лорут. Весной 1236 года Киракос Гандзакеци попал в плен к монголам, откуда сбежал осенью того же года и вернулся в Армению. 1251 году в Нор Гетике присоединил свой голос к ответу представителей восточноармянской церкви папе Иннокентию IV относительно символа веры. После смерти Ванакана предположительно возглавил Нор Гетикский монастырь и занимался преподаванием. Как хорошо осведомленный интеллектуал в 1255 году лично встретился с королем Киликийской Армении Хатумом I и осведомил его о политической ситуации на Южном Кавказе. Умер Киракос в Киликии, как сообщает Григор Акнерци, в 1271 году «В 720 г. армянского счисления преставились в Христе славные вардапеты наши, Киракос и Вардан».

## «История Армении»
| |  |
| 1. Страница рукописи «Истории Армении» 2. Титульный лист издания 1865 года под заглавием «Краткая история периода, прошедшего со времени святого Григора до последних дней». |  |

В армянской историографии период монгольского вторжения и владычества представлен более 10 ценными историографическими трудами. Кроме мелких хроник и колофонов рукописей, сохранились значительные труды Вардана Великого, Григора Акнерци, Смбата Гундстабля, Мхитара Айриванеци, Степаноса Орбеляна, отношение которых к монголам различно. Киракос, один из наиболее важнейших армянских историков XIII века, является ярким представителем тех историков, которые относились к монголам резко отрицательно. Он также сообщает ценные данные истории этого периода.
Начатый в 1241 году и завершенный в 1265—1266 годах его труд охватывает тысячелетнюю политическую, социальную, экономическую, религиозную и культурную историю Армении, начиная от христианизации в начале IV века до времени жизни автора. В качестве литературной модели Киракос использовал историю Мовсеса Хоренаци. Книга состоит из 65 глав и вводного предисловия:

Каждый из прежних тружеников находил место, с которого начинал [повествование]: либо [правление] прославленного царя, либо родоначалие знаменитых родов. Мы же лишёны всего этого, ибо царство у нас — как Аршакидское, так и Багратидское — давно пресеклось, князей армянского происхождения, за исключением тех, кто скрывается и прячется где-то в чужих странах, нигде не видно
Оригинальный текст (арм.)Բայց իւրաքանչիւր ոք յառաջին աշխատասիրացն եգիտ տեղի ինչ բուռն հարկանելոյ, կամ թագաւոր երեւելի եւ կամ նահապետութիւնք ազգաց յայտնի։ Իսկ մեր յայսմ յամենայնէ թափուր եղեալ. զի թագաւորութիւնն վաղ ուրեմն բարձեալ՝ Արշակունին եւ Բագրատունին, եւ իշխանք ոչ ուրեք երեւեալ Հայկազնի, բայց թէ ուրեք ուրեք ղօղեալք եւ թաքուցեալք յօտար աշխարհի

Полное название труда — «Краткая история периода, прошедшего со времени святого Григора до последних дней, изложенная вардапетом Киракосом в прославленной обители Гетик» (арм. Համառօտ պատմութիւն ժամանակաց ի սրբոյն Գրիգորէ մինչև ցյետին աւուրս թևացեալ, արարեալ Կիւրակոսի վարդապետի ի մեծահռչակ ուխտն Գետկայ)․ Как видно из стиля оно написано не самим Киракосом, а дальнейшими переписчиками. Создавая «Историю Армении», Киракос Гандзакеци использовал документы религиозного и богословского содержания, образцы житийной литературы, св. Писание и различные церковно-канонические грамоты; он пользовался также данными историков христианской церкви вообще (как, например, Евсевия Кесарийского, Сократа Схоластика), а также авторитетных деятелей армянской церкви. Из исторических трудов, послуживших источником для Киракоса Гандзакеци, исследователи упоминают в первую очередь сочинения Мовсеса Каганкатваци и Самуэла Анеци, а через последнего и Иованнеса Саркавага. К ним следует причислить и не дошедшее до нас сочинение вардапета Ванакана. Помимо этих работ Киракос хорошо знал сочинения почти всех армянских историков — как древних, так и средневековых.
Труд Киракоса Гандзакеци делится на две части. В первой дан компилятивный обзор истории армянского народа с первых дней принятия христианства и до появления татар. Вторая часть — самостоятельное изложение достоверной истории монгольского нашествия на Армению, написанное очевидцем и участником событий, перемежающееся различными документами богословского и церковно-канонического характера.

## Комментарии
1. ↑  Матенадаран, рук. № 5587